# 道恩希爾 (阿肯色州)
道恩希爾（英語：Dawn Hill）是位於美國阿肯色州本頓縣的一個非建制地區。

## 地理
道恩希爾所處的海拔為高於海平面331米（即1086英呎），而該地所採用的時區為UTC-6，即北美中部時區（CST）。同時該地設有夏令時間，為UTC-6調快一小時，即UTC-5（CDT）。